# Norwegische Badmintonmeisterschaft 1953
Die Norwegische Badmintonmeisterschaft 1953 fand in Oslo statt. Es war die neunte Austragung der nationalen Meisterschaften von Norwegen im Badminton.

## Titelträger
| Disziplin    | Sieger                           |
| ------------ | -------------------------------- |
| Herreneinzel | Hans Gustav Myhre                |
| Dameneinzel  | Randi Holand                     |
| Herrendoppel | Reidar Engebretsen Åge Henriksen |
| Damendoppel  | Tony Preede Randi Holand         |
| Mixed        | Johan Elgaaen Berit Elgaaen      |